# Список похороненных на Новодевичьем кладбище (Ч)
Новодевичье кладбище является одним из самых известных некрополей Москвы. Оно было образовано в 1898 году вдоль южной стены Новодевичьего монастыря, где имеется дворянский некрополь XIX века. В советское время это было второе по значимости кладбище после некрополя у Кремлёвской стены. Многие могилы Новодевичьего кладбища являются объектами культурного наследия. В данной статье представлен список значимых людей, похороненных на Новодевичье кладбище, фамилии которых начинаются на букву «Ч».

## Список

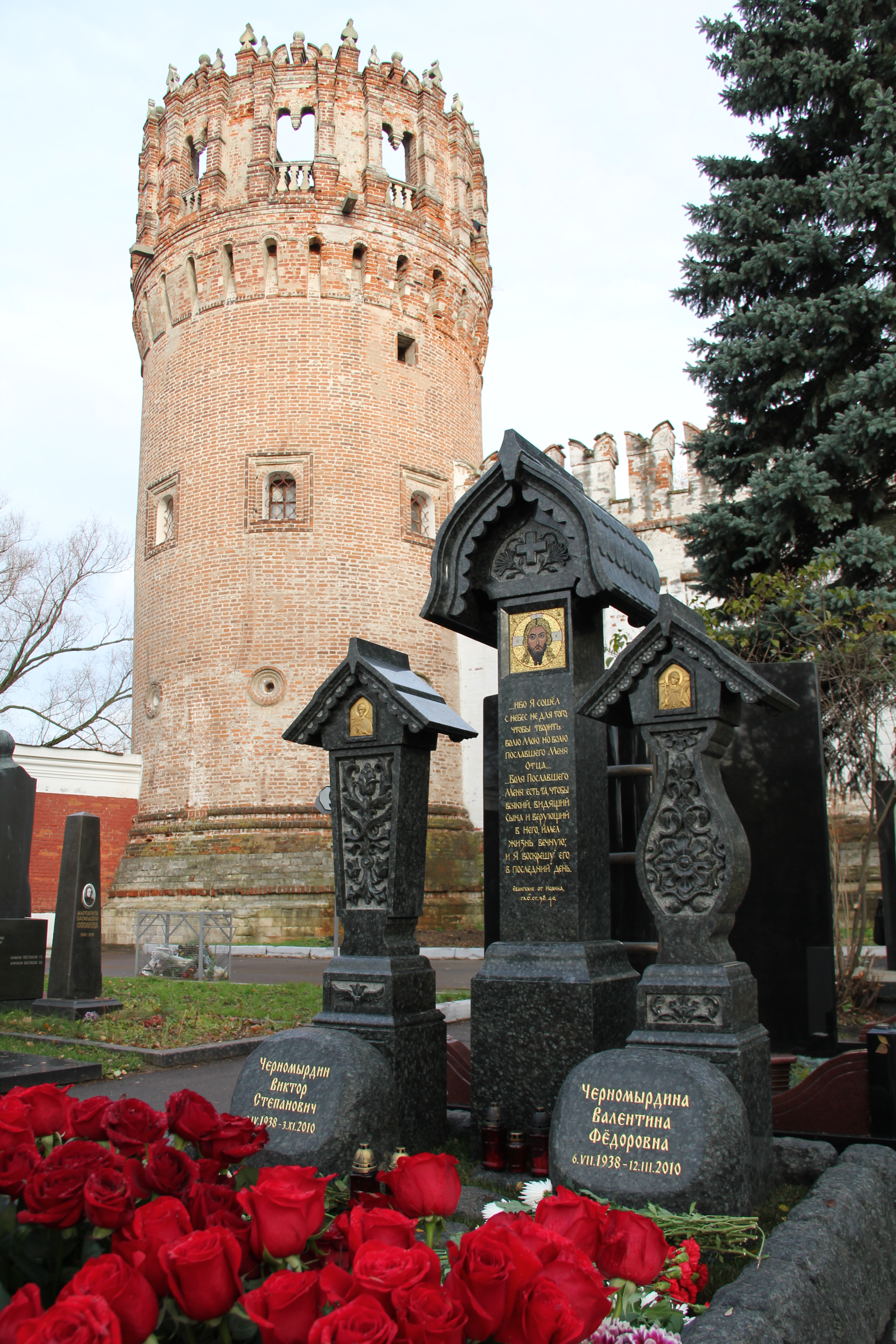
Памятник В. С. Черномырдину и его супруге В. Ф. Черномырдиной. 2012 г.

- Чазов, Евгений Иванович (1929—2021) — советский и российский кардиолог, доктор медицинских наук, профессор. Начальник 4-го Главного управления при Минздраве СССР, министр здравоохранения СССР. Член Президиума РАМН с 1972 года, академик АМН СССР, академик АН СССР. Герой Социалистического Труда, лауреат Ленинской премии, трёх Государственных премий СССР, премии Совета Министров СССР и Государственной премии России. Полный кавалер ордена «За заслуги перед Отечеством»; 11 уч.
- Чайковский, Николай Ильич (1838—1910) — инженер-путеец, действительный статский советник; брат Петра Ильича Чайковского; 2 уч. 9 ряд
- Чанчибадзе, Порфирий Георгиевич (1901—1950) — генерал-полковник, Герой Советского Союза; 4 уч. 8 ряд
- Чаплыгин, Николай Николаевич (1904—1953) — актёр театра и кино, заслуженный артист РСФСР (1945); 4 уч. 25 ряд.
- Чарыков, Иван Матвеевич (1902—1964) — Первый секретарь Чувашского обкома ВКП(б) (1940—1948); 6 уч. 10 ряд.
- Чебан, Александр Иванович (1886—1954) — актёр и режиссёр Художественного театра, народный артист РСФСР (1947); 2 уч. 17 ряд.
- В. К. Челли-Васильев (1888—1914)— художник-карикатурист.
- Челомей, Владимир Николаевич (1914—1984) — конструктор ракетной и космической техники, академик АН СССР, лауреат Ленинской и трёх Государственных премий СССР; 7 уч. лев.ст. 21 ряд.

Могила академика Владимира Челомея

- Чемберджи, Николай Карпович (1903—1948) — композитор; 3 уч. 62 ряд.
- Черевичный, Иван Иванович (1909—1971) — полярный лётчик, Герой Советского Союза (1949); 7 уч. пр.ст. 15 ряд
- Черемных, Михаил Михайлович (1890—1962) — график, народный художник РСФСР (1952), действительный член АХ СССР (1958); колумбарий, 128 секция.
- Черенков, Павел Алексеевич (1904—1990) — физик, академик АН СССР, лауреат Нобелевской премии по физике; 10 уч. 5 ряд.
- Черёмухин, Алексей Михайлович (1895—1958) — конструктор самолётов и вертолётов, главный инженер ЦАГИ, заместитель генерального конструктора КБ А. Н. Туполева, доктор технических наук (1937); 5 уч. 24 ряд.
- Ляля Чёрная (1909—1982) — актриса, танцовщица, исполнительница цыганских песен и романсов, заслуженная артистка РСФСР (1960); 2 уч. 17 ряд.
- Чернецкий, Семён Александрович (1881—1950) — военный дирижёр, композитор, педагог, генерал-майор; 3 уч. 62 ряд.
- Чернов, Пётр Григорьевич (1917—1988) — актёр Художественного театра и киноактёр, народный артист РСФСР; 2 уч. 15 ряд рядом с актёрами Н. П. Баталовым и О. Н. Андровской.
- Черномырдин, Виктор Степанович (1938—2010) — Первый Председатель Правительства РФ с 14 декабря 1992 года по 23 марта 1998 г.; 3 уч. 61 ряд.
- Чернопятов, Георгий Владимирович (1911—1945) — лётчик, гвардии майор, Герой Советского Союза (1946); 4 уч. 11 ряд
- Черноусов, Борис Николаевич (1908—1978) — председатель Совета Министров РСФСР (1949—1952); 9 уч. 3 ряд.
- Чернышёв, Андрей Борисович (1904—1953) — учёный в области газификации твёрдых топлив, член-корреспондент АН СССР (1939); 3 уч. 60 ряд
- Чернышёв, Василий Ефимович (1906—1969) — Первый секретарь ряда региональных комитетов КП(б), генерал-майор; 7 уч. лев.ст. 2 ряд.
- Чернышёв, Сергей Егорович (1881—1963) — Главный архитектор Москвы, один из авторов ВСХВ и здания МГУ на Воробьёвых горах; 8 уч. 28 ряд в районе Центральной аллеи.
- Чернышёва, Людмила Сергеевна (1908—1963) — актриса театра и кино, актриса Центрального детского театра, народная артистка РСФСР (1960); 5 уч. 8 ряд.
- Черняховский, Иван Данилович (1906—1945) — генерал армии, дважды Герой Советского Союза; перезахоронен из Вильнюса; 11 уч. 4 ряд
- Черток, Борис Евсеевич (1912—2011) — советский, российский учёный-конструктор, один из ближайших соратников С. П. Королёва, член-корреспондент Академии наук СССР, академик РАН.

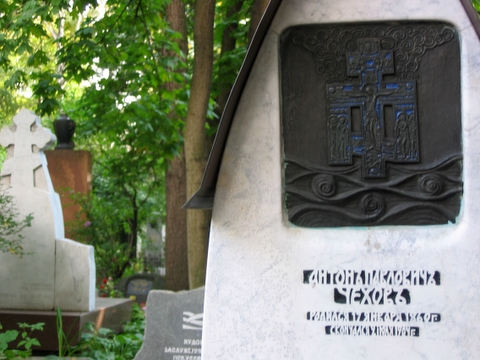
Фрагмент памятника Антону Павловичу Чехову

- Чехов, Антон Павлович (1860—1904) — писатель, драматург; автор памятника Л. М. Браиловский, узора ограды — Ф. О. Шехтель; перезахоронен из Новодевичьего монастыря; 2 уч. 15 ряд.
- Чечулин, Дмитрий Николаевич (1901—1981) — Главный архитектор Москвы, действительный член Академии Художеств СССР; 3 уч. 17 ряд.
- Чижевский, Николай Прокопьевич (1873—1952) — металлург, академик АН СССР (1939); 1 уч. 14 ряд.
- Чилингаров, Артур Николаевич (1939—2024) — советский и российский учёный-океанолог и политический деятель; 11 уч. 8 ряд
- Чирков, Борис Петрович (1901—1982) — актёр театра и кино, народный артист СССР; 10 уч. 1 ряд.
- Чистяков, Иван Михайлович (1900—1979) — генерал-полковник, Герой Советского Союза; 7 уч. лев.ст. 15 ряд.
- Чистяков, Михаил Николаевич (1896—1980) — Маршал артиллерии (1944); 7 уч. лев.ст. 16 ряд.
- Чичерин, Георгий Васильевич (1872—1936) — нарком иностранных дел РСФСР, затем СССР; 1 уч. пересечение 43 и 2 рядов.
- Чуваков, Никита Емельянович (1901—1965) — генерал-лейтенант (1945), Герой Советского Союза (1943); 6 уч. 29 ряд.
- Чудаков, Александр Евгеньевич (1921—2001) — физик, академик АН СССР; 1 уч. 2 ряд.
- Чудаков, Евгений Алексеевич (1890—1953) — специалист в области машиноведения и автомобильной техники, академик АН СССР; 1 уч. 2 ряд.
- Чуковский, Николай Корнеевич (1904—1965) — писатель, переводчик; сын писателя К. И. Чуковского; 6 уч. 25 ряд.
- Чулков, Георгий Иванович (1879—1939) — поэт, прозаик, литературный критик; 4 уч. 43 ряд.
- Чурикова, Инна Михайловна (1943—2023) — театральная и киноактриса, народная артистка СССР; 5 уч. 34 ряд.
- Чурилин, Тихон Васильевич (1885—1946) — поэт; колумбарий, секция 71.